# Фремонтская культура

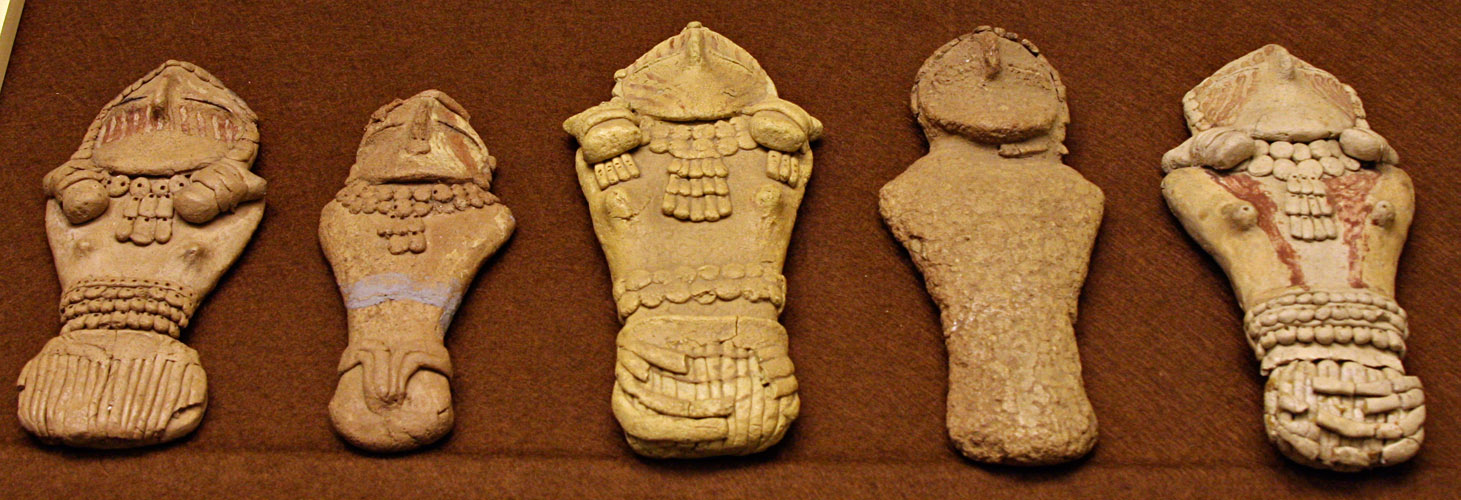
Фигурки из необожжённой глины, Доисторический музей Колледжа Восточной Юты.

Фремонтская культура, или культура Фремонт — доколумбова археологическая культура, получившая название от реки Фримонт в штате Юта, где были открыты её первые памятники. Сама река Фримонт названа в честь американского землепроходца Джона Фримонта. Культура находилась на территории современных штатов Юта, частично — Невада, Айдахо и Колорадо с примерно 700 г. н. э. по 1300 г. н. э. Соседствовала с культурой Анасази, однако имела от неё ряд чётких отличий.
Фремонтский индейский государственный парк в Клир-Крик, штат Юта, включает в себя крупнейший археологический памятник Фремонтской культуры. Недавнее открытие нового археологического памятника у Рейндж-Крик вызвало большой интерес, поскольку памятник оставался нетронутым в течение столетий. Памятник в Найн-Майл-Каньон был давно известен своей большой коллекцией каменного искусства Фремонтской культуры.
До сих пор нет единой точки зрения по поводу того, представляла ли собой Фремонтская культура единое сообщество с общим языком, общим образом жизни, общей родословной, однако ряд характерных особенностей фремонтской культуры позволяют сделать такое предположение. Во-первых, по раскопкам можно судить, что представители фремонтской культуры занимались охотой и собирательством, а также выращивали кукурузу. На многих археологических памятниках обнаружены кучи варёных и обглоданных костей, в основном кроликов и оленей, а также початки кукурузы без зёрен и остатки дикорастущих съедобных растений. Среди прочих общих характеристик можно отметить изготовление довольно неплохой керамики из серой глины, а также своеобразные корзины и каменные изделия. Большинство фремонтцев жило в небольших поселениях, в которых находилось от 2 до примерно 10 домов колодцевого типа, причём лишь часть этих домов была жилой в одно и то же время. Тем не менее, имеются исключения из этого правила (отчасти потому, что фремонтцы успешно оборонялись от соседей), в частности, необычно крупное поселение в долине Парован (штат Юта), крупное и хорошо исследованное поселение у Файв-Фингер-Ридж во Фремонтском индейском государственном парке, и ряд других. Для больших поселений необычно то, что они были обитаемыми в течение длительных периодов времени, имели большое количество жителей (от 60 и более).